# Водовозов, Василий Иванович
Ва́силий Ива́нович Водово́зов (27 сентября [9 октября] 1825, Санкт-Петербург — 17 [29] мая 1886, там же) — русский педагог, переводчик, детский писатель; муж писательницы и педагога Е. Н. Водовозовой.

## Биография
Отец — купец И. В. Водовозов. Учился в Коммерческом училище (1835—1842) и на филологическом факультете Санкт-Петербургского университета. По окончании университета (1847 год) преподавал в Варшавской гимназии, с 1851 года — в 1-й петербургской гимназии.
Руководил организованной им воскресной школой (1861—1862), преподавал в Смольном институте (1860—1862), в женской учительской семинарии (1863), позднее на Аларчинских женских курсах (1870). В неоднократных поездках за границу знакомился с постановкой народного образования.
На «вторниках» Водовозовых бывали В. А. Слепцов, П. И. Якушкин, В. С. Курочкин и Н. С. Курочкин, П. А. Гайдебуров. В 1866 году был уволен из государственных учебных заведений. Основной деятельностью стал литературный труд.
Был похоронен на Смоленском православном кладбище; могила утрачена.

## Литературная деятельность
Первая публикация — статья «Заметки о современном образовании в Германии» («Журнал Министерства народного просвещения», 1856).
Опубликовал свыше 120 работ (переводы, статьи по педагогике, очерки о школах в европейских странах, критические статьи, произведения для детей)
в журналах «Библиотека для чтения», «Отечественные записки», «Современник», «Вестник Европы», «Русское слово» и других.
В литературно-критических статьях и работах по методике преподавания литературы художественное значение произведения ставил в зависимость от его общественного и нравственного смысла.
Известен как составитель популярных книг для детского чтения.
«Рассказы из русской истории» (выпуск 1—2, Санкт-Петербург, 1861—1864) представляет собой сборник исторических документов с предисловиями или комментариями Водовозова.
«Книга для первоначального чтения в народных школах» (ч. 1, Санкт-Петербург, 1871; 18-е издание 1887) и методическое пособие к ней «Книга для учителей» (Санкт-Петербург, 1871; 5-е издание, 1879) отмечены премией Ушинского.
Автор и составитель книг «Детские рассказы и стихотворения» (Санкт-Петербург, 1871, 1876), «Новая русская литература (От Жуковского до Гоголя включительно)» (Санкт-Петербург, 1866; 7-е издание, 1908), «Древняя русская литература. От начала грамотности до Ломоносова» (Санкт-Петербург, 1872), «Русские сказки в стихах» (Санкт-Петербург, 1883).

## Семья
Жена Елизавета Николаевна Водовозова, от брака с которой имел два сына: Василия (1864—1933) и Николая (1870—1896)

## Переводы
Знал десять языков и переводил на русский язык произведения Анакреона, Софокла, Горация, Катулла, Лукиана, Дж. Байрона, И. В. Гёте, Генриха Гейне, П. Ж. Беранже. Кроме того, выступал со статьями о зарубежной литературе. Переводы вошли в сборник «Переводы в стихах и оригинальные стихотворения» (Санкт-Петербург, 1888).

## Труды
Водовозов В. И. Избранные педагогические сочинения [Текст] / В. И. Водовозов; [сост. В. С. Аранский] ; под ред. В. З. Смирнова; Акад. пед. наук РСФСР, Ин-т теории и истории педагогики. — М. : Изд-во Акад. пед. наук РСФСР, 1958. — 632 с. 